# Hôtel du Perray
L'Hôtel du Perray, puis de Gohin est un hôtel particulier du XVIe siècle situé 21 à 29 rue Chevreul, dans la ville d'Angers, en Maine-et-Loire.